# Vlatko Vuković

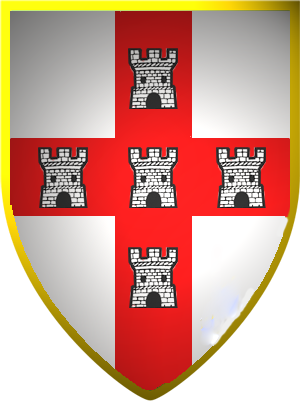
Wappen von Vuković

Vlatko Vuković Kosača († 1392) war ein bosnischer Adeliger, Herzog und Großherzog von Bosnien (bosnisch Veliki Vojvoda Bosanski) im 14. Jahrhundert. Er galt als einer der besten Militärführer von Tvrtko I.

## Biographie
Als Herzog wurde Vlatko das erst Mal 1378 in einer Urkunde Tvrtko I. Kotromanićs gegenüber Dubrovnik erwähnt. Im Jahr 1382 vertrat Kosača den König bei Verhandlungen mit den Ragusanern, 1388 in Verhandlungen mit dalmatinischen Städten. Bei Bileća des gleichen Jahres schlug Vuković-Kosača die Osmanen. Vuković regierte das Herzogtum von Hum, welches Teil des Banates Bosnien und später des Königreichs Bosnien war. 1389 kommandierte er am Amselfeld eine bosnische Armee, welche Teil eines christlichen Bündnisses gegen die Osmanen war und zusammen mit dem serbischen Prinzen Lazar Hrebeljanović gegen dessen Vordringen bei der Schlacht auf dem Amselfeld kämpfte. 1391 erweiterte er seine Besitzungen auf dem Gebiet des östlichen Hum und im südlichen Konavle. Er war einer von wenigen Kommandanten, die diese Schlacht überlebt haben. Vuković's Grab befindet sich in einem Dorf nahe Stolac in Bosnien und Herzegowina. Auf dem Grab ist auf der altbosnischen Schriftart Bosančica folgendes eingetragen: "Ase leži dobri junak i čovjek Vlatko Vuković " (deutsch Hier liegt ein guter Held und Mann Vlatko Vuković). Sandalj Hranić, dem Neffen, hinterließ er ein bedeutendes, vergrößertes Erbe.